# Třída Dixie
Třída Dixie byla lodní třída mateřských lodí torpédoborců námořnictva Spojených států amerických. Celkem bylo postaveno pět plavidel této třídy. Jejich služba byla velmi dlouhá. Ve službě byly v letech 1940–1994. Byly to první americké mateřské lodě torpédoborců přímo navržené pro tento účel.

## Stavba
Celkem bylo postaveno pět jednotek této třídy. Objednány byly v letech 1937–1941. Do jejich stavby se zapojily loděnice New York Shipbuilding Corporation v Camdenu v New Jersey a Tampa Shipbuilding Company v Tampě na Floridě.
Jednotky třídy Dixie:
| Jméno                | Loděnice                   | Založení kýlu     | Spuštěna         | Vstup do služby | Status |
| -------------------- | -------------------------- | ----------------- | ---------------- | --------------- | --- |
| USS Dixie (AD-14)    | New York Ship Building     | 17. března 1938   | 27. května 1939  | 25. dubna 1940  | Vyškrtnuta 1982. Sešrotována.                                                                              |
| USS Prairie (AD-15)  | New York Ship Building     | 7. prosince 1938  | 9. prosince 1939 | 5. srpna 1940   | Vyškrtnuta 1993. Sešrotována.                                                                              |
| USS Piedmont (AD–17) | Tampa Shipbuilding Company | 1. prosince 1941  | 7. prosince 1942 | 5. ledna 1944   | Vyškrtnuta 1982. Dne 18. října 1982 zařazena tureckým námořnictvem jako Derya. Vyřazena 1994. Sešrotována. |
| USS Sierra (AD-18)   | Tampa Shipbuilding Company | 31. prosince 1941 | 23. února 1943   | 20. března 1944 | Vyškrtnuta 1993. Sešrotována.                                                                              |
| USS Yosemite (AD-19) | Tampa Shipbuilding Company | 19. ledna 1942    | 16. května 1943  | 25. května 1944 | Vyškrtnuta 1994. Dne 18. prosince 2003 potopena jako cvičný cíl.                                           |

## Konstrukce

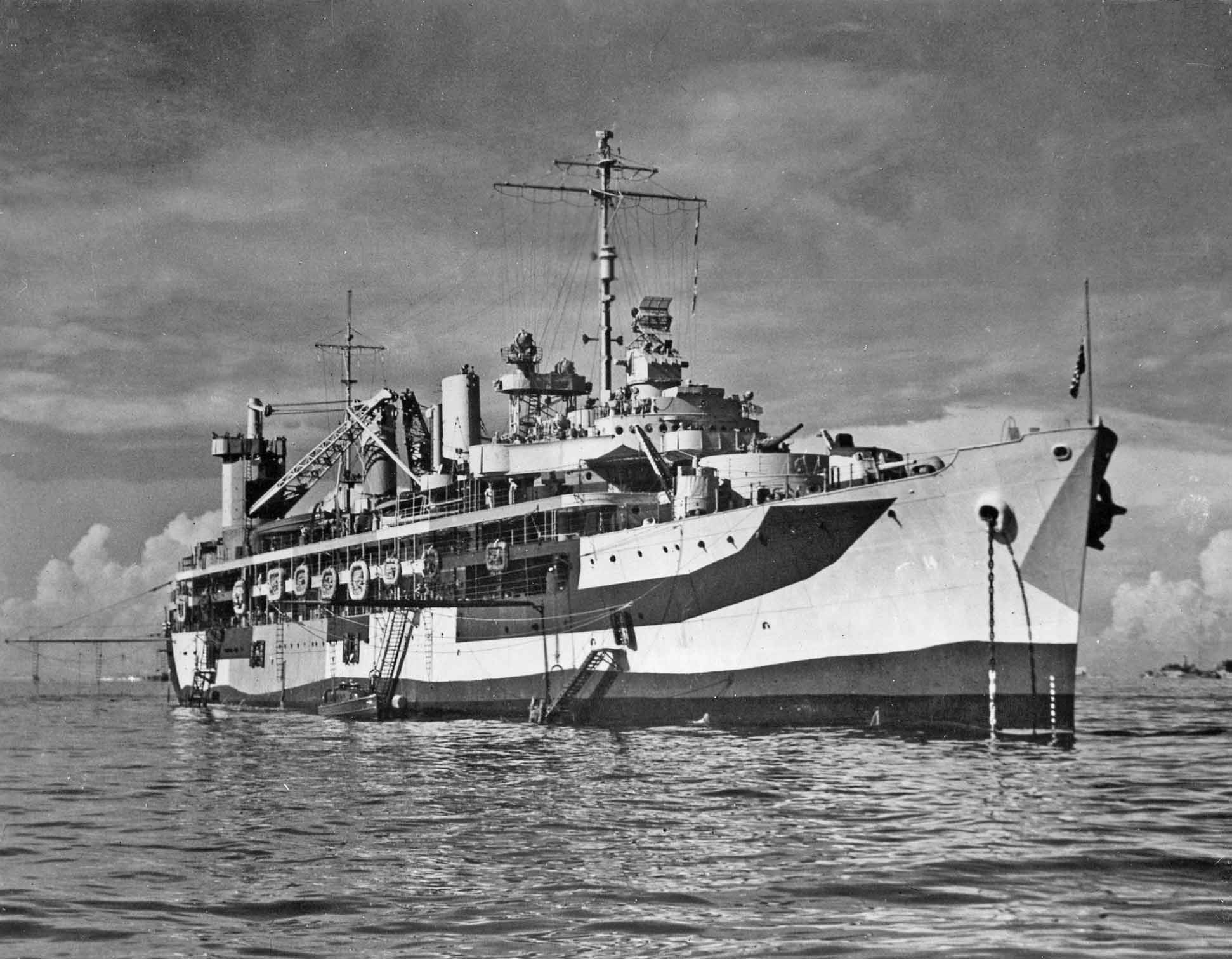
USS Dixie (AD-14) poblíž Leyte v roce 1945

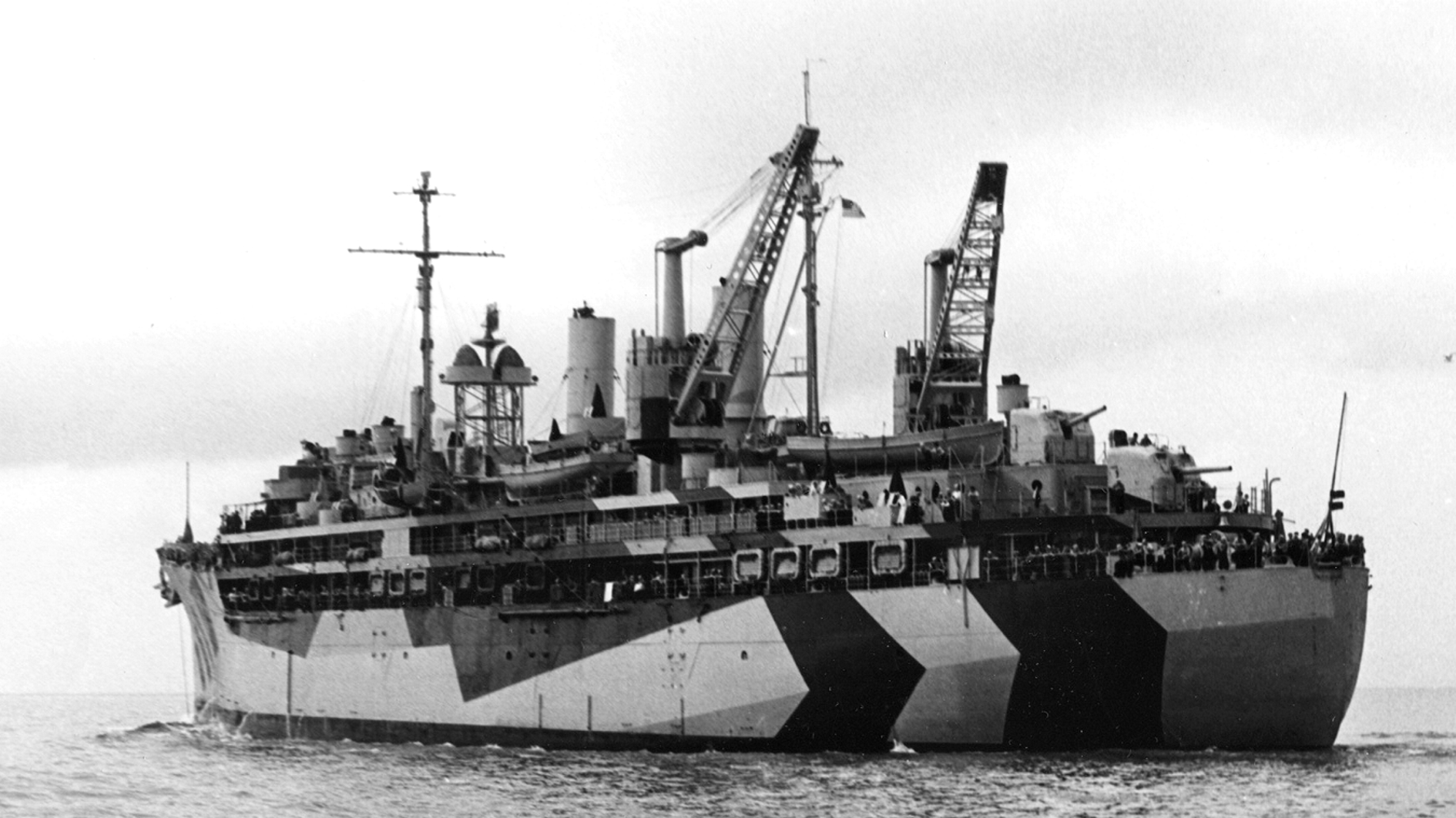
USS Sierra (AD-18) přibližně v roce 1944

Plavidla byla vybavena pro zásobování, údržbu a opravy torpédoborců. Zázemí poskytovaly i jejich posádkám (včetně zubařské ordinace). Jeřáby s nosností šedesát tun umožňovaly sejmutí rozměrných radarů. Vyzbrojeny byly čtyřmi 127/38mm kanóny, ve dvou věžích na přídi a na zádi. Doplňovaly je protiletadlové 40mm kanóny Bofors a 20mm kanóny Oerlikon. Pohonný systém tvořily čtyři tříbubnové kotle Babcock & Wilcox a dvě parní turbíny o výkonu 11 000 shp, pohánějící dva lodní šrouby. Nejvyšší rychlost dosahovala 19,6 uzlu.

### Modifikace
Po válce byla redukována protiletadlová výzbroj plavidel. V 60. letech třída prošla modernizací Fleet Modernization and Rehabilitation (FRAM II). Loděnice Boston Naval Shipyard jako první modernizovala tendr USS Yosemite (AD-19). Modernizace posledního plavidla byla dokončena v září 1962. Zredukováním dělostřelecké výzbroje byly získány další prostory pro vybudování dílen pro údržbu systémů jako byly dálkově ovládané protiponorkové vrtulníky DASH a raketová torpéda ASROC. Do nově vytvořeného hangáru bylo možné uložit až osm dronů DASH. Na hangár navazovala přistávací plocha, sloužící zejména pro jejich testování. Upraveny byly rovněž muniční sklady pro uložení lehkých protiponorkových torpéd Mk.44 Mod.0, která systémy DASH a ASROC využívaly. Zvýšena musela být i nosnost jeřábů, aby unesly těžší radarové systémy. Modernizován byl i pohonný systém.